# Ingeborg av Holstein
Ingeborg av Holstein, född omkring 1397, död 14 oktober 1465, var abbedissa i Vadstena kloster 1447–1452 och 1457–1465. Hon var dotter till Gerhard VI av Holstein (stupad 1404) och Katharina Elisabeth av Braunschweig-Lüneburg (död 1417/1422).

## Biografi
Ingeborg insattes redan 1408 av drottning Margareta, detta med påvens särskilda tillstånd, i Vadstena kloster. Hon blev fullvärdig nunna 1415. År 1447 utsågs hon till klostrets abbedissa. Hennes utnämning ifrågasattes av en hård opposition och kom till stånd efter en hård strid.  Hon hade en lojal kollega i klostrets generalkonfessor, Magnus Unnonis. 
Ingeborg upplade eller fullbordade 1449—51 klostrets utförligaste jordebok. Hon försökte göra vårfrupenningen till en fast avgift, och utverkade 4 oktober 1450 Karl Knutssons godkännande. Hon tros också ha åstadkommit en sammanfattning av de gällande normerna för val av klosterledning. 
Ingeborg var moster till nordiske unionskung Kristian I av Danmark, och detta torde ha varit anledningen till att Kristians fiende, svenske kung Karl Knutsson (Bonde), den 25 april 1452 utfärdade en befallning om att såväl abbedissan Ingeborg som klostrets generalkonfessor, Magnus Unnonis, skulle avsättas. Varken klosterbröderna eller biskop Nils i Linköping såg någon anledning till avsättningen, men Ingeborg lade självmant ned ämbetet den 25 maj samma år. Några dagar därefter följdes hennes exempel av konfessorn. 
När hennes systerson Kristian I blev svensk kung 1457 återinträdde både Ingeborg och Unnonis i sina befattningar. 1458 återupptog hon sin policy om vårfrupenningen, och fick den godkänd 11 september 1461. År 1461 besökte Kristian I klostret och begärde att få utlämnad en av Erik av Pommern vid klostret grundlagd fond till stiftandet av ett "colle-gium", något han också fick.
Ingeborg antas ha stått på den romerska sidan i kampen mot konciliarismens reformstil, och påvemaktens nya politik med att förbinda regeringen genom konkordat och diplomati. Som sådan torde hon ha stött Kristian I mot Karl Knutssons nationella kungadöme. 1462 tog hon emot den påvlige legaten Marinus de Fregeno i Vadstena. Vid hennes död 1465 krävde konventet att Magnus Unnonis avsattes före nästa val av abbedissa. 
Hon författade ett traktat, (C 50, UUB), Fjorton råd om ett gudeligt leverne, till Kristian I på hans begäran, troligen inför hans besök i Vadstena 1461.